# Fieberiana pachymerus
Fieberiana pachymerus är en insektsart som först beskrevs av Franz Xaver Fieber 1845.  Fieberiana pachymerus ingår i släktet Fieberiana och familjen torngräshoppor. Inga underarter finns listade i Catalogue of Life.